# Volition (Psychologie)
Volition bezeichnet die bewusste, willentliche Umsetzung von Zielen und Motiven in Resultate (Ergebnisse) durch zielgerichtete Steuerung von Gedanken, Emotionen, Motiven und Handlungen. Dieser Prozess der Selbststeuerung erfordert die Überwindung von inneren und äußeren Widerständen wie zum Beispiel Unlustgefühlen oder Ablenkungen durch Willenskraft.

## Entstehung des Begriffs
Bereits zu Beginn des vergangenen Jahrhunderts wurde von Kurt Lewin (1929) und Narziß Ach (1935) als „Volition“ die Form der Motivation bezeichnet, die sich auf das Streben nach Zielen bezieht (Willenspsychologie). Die Schriften Kurt Lewins führten zum vorläufigen Ende der willenspsychologischen Forschung, da Lewin Motivation (bei Lewin: „Bedürfnis“) und Absicht (bei Lewin: „Quasibedürfnis“) konzeptionell gleichsetzte.
Mit der Entdeckung des Bereitschaftspotentials durch den Physiologen Hans Helmut Kornhuber im Jahr 1965 und die Entwicklung eines der ersten Instrumente zur Messung der volitionalen Selbststeuerung bzw. Selbstregulierung (so genanntes Selbststeuerungs-Inventar) durch Frederick Kanfer im Jahr 1970 und Albert Bandura im Jahr 1991 bekam die Unterscheidung zwischen Motivation und Volition eine neue, empirisch und naturwissenschaftlich fundierte Grundlage. Ein weiterer Ausgangspunkt für die Entwicklung des Themas waren Impulse aus der kybernetischen Systemtheorie.
Zur Verbreitung des Themas im deutschen Sprachraum haben die Arbeiten von Heinz Heckhausen, Peter M. Gollwitzer, Julius Kuhl und Thomas Goschke beigetragen. Hilarion Petzold hat das Willensthema unter Bezug auf die Volitionsforschung in der Integrativen Therapie zu einem Behandlungsschwerpunkt gemacht. Frederick Kanfer entwickelte auf dieser Basis die Selbstmanagement-Therapie. Auch Klaus Grawe griff dieses Thema in seiner „Psychologischen Psychotherapie“ auf. Zu nennen wären ferner die grundlegenden Arbeiten von Paul Karoly sowie Carver und Scheier.
Im Rubikonmodell der Handlungsphasen von Heinz Heckhausen werden die Phasen des Planens und des Handelns als volitionale Phasen bezeichnet. Der kritische Unterschied zwischen Motivation und Volition wird dermaßen vollzogen, dass die Motivation die Zielsetzung beeinflusst (d. h. welches Ziel eine Person wählt), während die Volition die treibende Kraft auf die Zielsetzung hin darstellt (also welche Strategien die Person wählt und welche Anstrengungen sie zu investieren bereit ist). Das Modell der Handlungsphasen gilt aufgrund neuerer Erkenntnisse der Neurologie als überholt.

## Abgrenzung zur Motivation

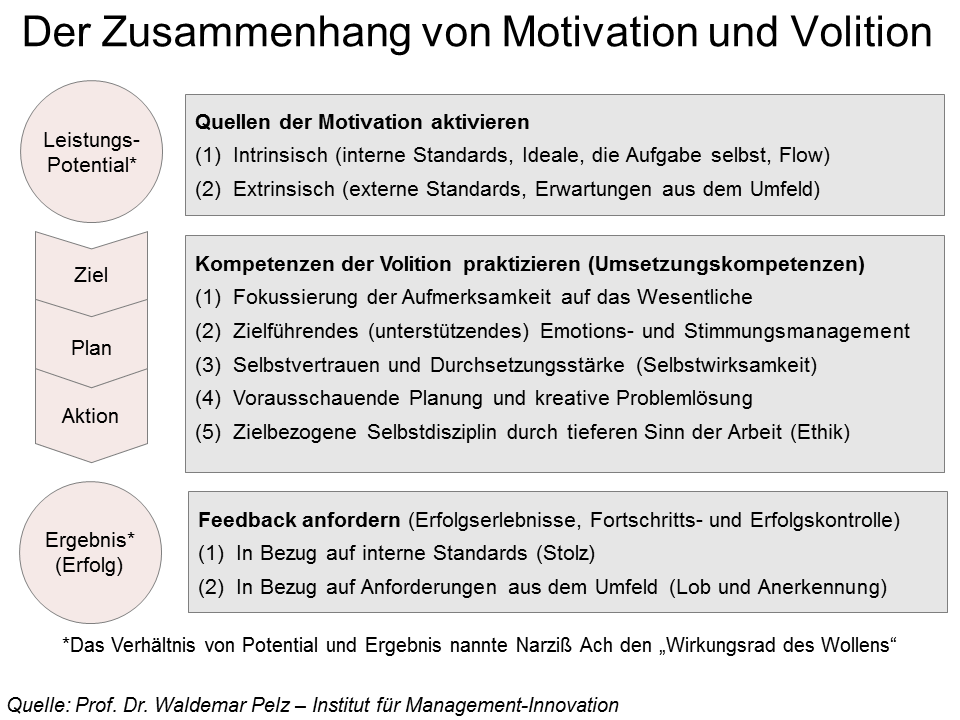
Volition: Der Zusammenhang von Volition und Motivation

Das Konzept der Volition beruht auf dem Paradigma der Selbststeuerung (Selbstregulation). Es wird durch die nebenstehende Grafik veranschaulicht, die zugleich den Bezug zur neueren Motivationstheorie herstellt. Nach Joseph LeDoux ist Motivation „lediglich“ das Streben nach Zielen oder Zielobjekten. Zur Umsetzung (Realisierung) von Zielen sind weitere Prozesse der Selbststeuerung notwendig. Grundlegende Arbeiten dazu stammen unter anderem von Narziß Ach, Hans Helmut Kornhuber, Albert Bandura, Paul Karoly und Frederick Kanfer. Hinzu kommen aktuelle Erkenntnisse, die unter anderem in den Sammelbänden von Roy Baumeister und Rick Hoyle publiziert wurden. Ein wichtiger Beitrag zur neurowissenschaftlichen Fundierung stammt von Patrick Haggard.

## Anwendungsgebiete
Die Erkenntnisse aus der Volitionsforschung werden in vielen Bereichen wie zum Beispiel der Medizin (Wille zur Einhaltung von Therapieplänen), im Leistungssport (Willenskraft), in der Pädagogik, in der Managementlehre und im Marketing angewandt. Weitere Beispiele für Anwendungsmöglichkeiten sind:
- aus neurowissenschaftlicher und neuropsychologischer Sicht auf neuronale exekutive Funktionen nach Hirnverletzungen und die neuronalen Grundlagen kognitiver Steuerung bzw. der Ausführung volitionaler Prozesse (s. Exekutive Funktionen)
- aus kognitionspsychologischer Sicht auf die Steuerung des Denkens und Handelns und die Auswahl zielrelevanter Informationen.
- aus sozial- und motivationspsychologischer Sicht u. a. auf das Handeln bei konkurrierenden Motiven und Motivationen, also bei inneren Konflikten, z. B. Baumeisters Ego-Depletion-Modell.
- aus organisationspsychologischer Sicht auf die Unternehmensführung – siehe Volition (Management)

## Praxis
Die Anwendungsmöglichkeiten der volitionspsychologischen Grundlagenforschung werden unter anderem im Bereich der Pädagogik diskutiert. So versucht die Fakultät für Kultur- und Sozialwissenschaften der FernUniversität in Hagen, Erkenntnisse aus der Volitionsforschung für die Motivation von Fernstudierenden zu nutzen. Es wurde ein Online-Fragebogen mit individuellen Rückmeldungen entwickelt, der Schüler und Studierende in ihrem Lernverhalten unterstützen soll und gleichzeitig der Forschung dient. Ergänzt wird der Fragebogen durch ein kompaktes Strategiehandbuch.
Die Forschung zum Thema Volitionspsychologie hat – insbesondere in den Vereinigten Staaten – eine Fülle von praktischen Anwendungsmöglichkeiten hervorgebracht. Diese reichen von der Suchttherapie (Alkohol, Rauchen, Drogen, Spielsucht, Geldverschwendung) über die Kriminalitätsbekämpfung und Gestaltung von zwischenmenschlichen Beziehungen (Konflikte) bis hin zur allgemeinen Lebenszufriedenheit (Bewältigung emotional belastender Situationen). Weitere praktische Anwendungsmöglichkeiten findet man in der Managementlehre – siehe Volition (Management). Zur Messung von volitionalen Kompetenzen wurden verschiedene so genannte Selbststeuerungs-Inventare entwickelt. Beispiele für den klinischen Bereich sind das Inventar von Kuhl und Fuhrmann und die weiter entwickelte Self Management Scale von Peter Mezo oder speziell in der Organisationspsychologie und in der Managementlehre für Fach- und Führungskräfte das Gießener Inventar der Umsetzungskompetenzen.